# 16th Street Baptist Church
16th Street Baptist Church is een baptistische kerk in Birmingham, Alabama. Het huidige kerkgebouw werd gebouwd in 1911 op de plek waar een eerdere kerk uit 1873 heeft gestaan.
De kerk was begin jaren zestig een draaischijf van de geweldloze Afro-Amerikaanse burgerrechtenbeweging. Op 15 september 1963 vond er een racistisch geïnspireerde bomaanslag door de Ku Klux Klan plaats waarbij vier jonge zwarte meisjes gedood werden en 22 andere kerkgangers gewond werden.
Het is een National Historic Landmark sinds 2006. Sinds 2017 is de kerk onderdeel van het Birmingham Civil Rights National Monument.